# Letis nocticoelus
Letis nocticoelus är en fjärilsart som beskrevs av Guido Benno Feige 1971. Letis nocticoelus ingår i släktet Letis och familjen nattflyn. Inga underarter finns listade i Catalogue of Life.